# Барлетта, Исабель
Исабель Барлетта (исп. Isabel Barletta; 12 сентября 1911, Флорес — 12 мая 2025, Флорес) — аргентинская супердолгожительница, чей возраст подтверждён Группой геронтологических исследований (GRG) и Группой LongeviQuest (LQ). Являлась 13-м старейшим жителем мира, 5-м старейшим жителем Южной Америки и старейшим из ныне живущих людей в Аргентине. Её возраст составлял 113 лет 242 дня.

## Биография
Исабель Барлетта росла с несколькими старшими братьями и сестрой, которая была на четыре года младше её, в Буэнос-Айресе, где проживает и по сей день.
В конце 1920-х годов, после окончания школы, она изучала историю искусств и живопись в одном из университетов Буэнос-Айреса. После окончания Второй мировой войны она работала преподавателем истории искусств, рисунка и живописи в различных университетах и колледжах Аргентины. В середине 1970-х годов она вышла на пенсию. До 90 лет она продолжала посещать различные курсы по рисунку, живописи и курсы по пользованию Интернетом.
Барлетта прожила в своей квартире до 106 лет и по-прежнему вела хозяйство в основном самостоятельно. До этого времени она также присматривала за своей младшей сестрой Деолиндой (род. 1915), которая переехала в дом престарелых в возрасте почти 100 лет и нуждалась в уходе. С весны 2018 года Барлетта жила в том же доме престарелых в Буэнос-Айресе, где с середины 2010-х годов живёт её сестра.
Умерла 12 мая 2025 года в возрасте 113 лет и 242 дней.

## Рекорды долголетия
- 12 сентября 2021 года Барлетта стала супердолгожителем в 110-й день рождения[5][6].
- 28 июня 2022 года стала самой старой из ныне живущих людей в Аргентине после смерти Касильды Бенегас[7].